# Escudo de Gambia
El escudo de armas de Gambia fue adoptado el 18 de noviembre de 1964. En este escudo figuran, en un campo de azur (azul) con bordura de sínople (verde) y orla de plata, un hacha de oro colocada en banda y una azada del mismo metal (color) colocada en barra.
El escudo está sujeto por dos figuras (tenantes o soportes en terminología heráldica) con forma de león que portan, el hacha, el león situado en la diestra del escudo y la azada el que está situado en su siniestra.
Timbra un yelmo con burelete y lambrequín de oro y azur, surmontado por una cimera con forma de palma africana. 
En la parte inferior del escudo figura, escrito en una cinta, el lema nacional: “Progress - Peace - Prosperity” (“Progreso - Paz - Prosperidad”).
Los dos leones aluden al período en que Gambia formó parte del Imperio Colonial Británico. El hacha y la azada representan la importancia que tiene la agricultura para el país y también simbolizan los dos mayores grupos étnicos gambianos: los mandingas y los fulas. La palma africana o palma aceitera que figura en la cimera es un árbol muy destacado en Gambia.

## Evolución histórica del escudo

Insignia del África Occidental Británica (1870-1888)
Insignia de Gambia (1889-1965)